# Sarah Asahina
Sarah Asahina (jap. 朝比奈沙羅 Asahina Sarah; * 22. Oktober 1996) ist eine japanische Judoka. Sie gewann bis 2021 drei Weltmeistertitel im Einzel.

## Sportliche Karriere
Asahina kämpft im Schwergewicht. 2011 gewann sie den Titel bei den U17-Weltmeisterschaften. 2013 siegte sie in Sofia bei den European Open in der Erwachsenenklasse. 2014 wurde sie in Fort Lauderdale U21-Weltmeisterin im Einzel und mit der Mannschaft. 2015 gewann die Studentin der Tōkai-Universität den Titel bei der Universiade in Gwangju. Ende 2016 siegte Asahina beim Grand-Slam-Turnier in Tokio, zwei Monate später gewann sie auch beim Turnier in Paris.
Bei den Weltmeisterschaften 2017 in Budapest besiegte sie im Halbfinale die Türkin Kayra Sayit, im Finale verlor sie gegen die Chinesin Yu Song. Am Tag nach dem Gewinn der Silbermedaille siegte sie mit dem japanischen Team in der Mannschaftswertung. Im November 2017 nahm Sarah Asahina in Marrakesch an den Weltmeisterschaften in der offenen Klasse teil. Im Halbfinale bezwang sie die Kubanerin Idalys Ortíz, das Finale gewann sie gegen Larisa Cerić aus Bosnien-Herzegowina. Ende 2017 siegte sie zum zweiten Mal beim Grand-Slam-Turnier in Tokio, wobei sie im Finale ihre Landsfrau Akira Sone schlug.
2018 gewann Akira Sone im Finale der japanischen Meisterschaften gegen Asahina. Bei den Weltmeisterschaften 2018 in Baku siegte sie im Viertelfinale gegen Kayra Sayit, im Halbfinale gegen Larisa Cerić und im Finale gegen Idalys Ortíz. Mit dem japanischen Team gewann sie am letzten Tag der Weltmeisterschaften auch die Mannschaftswertung. 2019 standen sich im Finale des Grand-Slam-Turniers in Düsseldorf Ortíz und Asahina erneut gegenüber, diesmal siegte die Kubanerin. Bei den Weltmeisterschaften 2019 in Tokio verlor sie im Viertelfinale gegen Kayra Sayit, mit Siegen über Larisa Cerić und die Brasilianerin Maria Suelen Altheman sicherte sich Asahina eine Bronzemedaille. Anfang 2020 siegte sie beim Grand-Slam-Turnier in Düsseldorf. Nach der Wettkampfpause wegen der COVID-19-Pandemie war Asahina zunächst nicht bei großen Turnieren zu sehen. Bei den Weltmeisterschaften 2021 in Budapest trat sie wieder an, besiegte im Halbfinale Idalys Ortiz und gewann das Finale gegen ihre Landsfrau Wakaba Tomita.